# Supercopa da França de 2016
A Supercopa da França de 2016 ou Trophée des Champions 2016 foi a 21ª edição do torneio, disputada em partida única entre o campeão da Ligue 1 de 2015–16 e da Copa da França de 2015–16 (Paris Saint-Germain) e o vice-campeão da Ligue 1 de 2015–16 (Lyon). O jogo foi disputado no Wörthersee Stadion em Klagenfurt.
O Paris Saint-Germain venceu o jogo por 4–1 e conquistou o título.

## Participantes
| Equipe              | Classificação                                                |
| ------------------- | ------------------------------------------------------------ |
| Paris Saint-Germain | Campeão da Ligue 1 de 2015–16 e da Copa da França de 2015–16 |
| Lyon                | Vice-campeão da Ligue 1 de 2015–16                           |

## Partida
| 6 de agosto de 2016 | Paris Saint-Germain                                 | 4 – 1     | Lyon        | Wörthersee Stadion, Klagenfurt                |
| 20:45               | Pastore 9' · Lucas 19' · Ben Arfa 34' · Kurzawa 54' | Relatório | Tolisso 87' | Público: 10 120 Árbitro: AUT Alexander Harkam |

| PSG | Lyon |

| PARIS SAINT-GERMAIN: |    |                    |  |     |
|                      |    |                    |  |     |
| G                    | 1  | Kevin Trapp        |  |     |
| LD                   | 19 | Serge Aurier       |  |     |
| Z                    | 32 | David Luiz         |  | 76' |
| Z                    | 3  | Presnel Kimpembe   |  |     |
| LE                   | 20 | Layvin Kurzawa     |  | 76' |
| M                    | 4  | Benjamin Stambouli |  |     |
| M                    | 8  | Thiago Motta       |  |     |
| A                    | 7  | Lucas              |  |     |
| M                    | 10 | Javier Pastore     |  |     |
| A                    | 11 | Ángel Di María     |  | 67' |
| A                    | 21 | Hatem Ben Arfa     |  |     |
| Substituições:       |    |                    |  |     |
| M                    | 6  | Marco Verratti     |  | 67' |
| LD                   | 12 | Thomas Meunier     |  | 76' |
| LE                   | 17 | Maxwell            |  | 76' |
| Treinador:           |    |                    |  |     |
| Unai Emery           |    |                    |  |     |

| LYON:          |    |                     |     |     |
|                |    |                     |     |     |
| G              | 1  | Anthony Lopes       |     |     |
| LD             | 20 | Rafael              |     | 65' |
| Z              | 2  | Mapou Yanga-Mbiwa   | 30' |     |
| Z              | 3  | Nicolas Nkoulou     |     |     |
| LE             | 15 | Jérémy Morel        |     |     |
| M              | 14 | Sergi Darder        |     | 76' |
| M              | 21 | Maxime Gonalons     |     |     |
| M              | 8  | Corentin Tolisso    |     |     |
| A              | 18 | Nabil Fekir         |     |     |
| A              | 10 | Alexandre Lacazette | 36' | 46' |
| A              | 27 | Maxwel Cornet       |     |     |
| Substituições: |    |                     |     |     |
| M              | 28 | Mathieu Valbuena    |     | 46' |
| LD             | 13 | Christophe Jallet   |     | 65' |
| M              | 12 | Jordan Ferri        |     | 76' |
| Treinador:     |    |                     |     |     |
| Bruno Génésio  |    |                     |     |     |

## Campeão
| Supercopa da França de 2016   |
| ----------------------------- |
| PARIS SAINT-GERMAIN 6° titulo |